# 艾瑞克·塞拉
艾瑞克·塞拉（法語：Éric Serra，1959年9月9日—）是法國作曲家，和盧·貝松合作多部電影。

## 生平
艾瑞克·塞拉他的父親克勞德·塞拉是1950–60年代著名的法國作曲家，因此，艾瑞克在年幼時便接觸到音樂和其幕後製作。他的母親在他七歲那年過世。1980年代之初，塞拉結識了盧·貝松，並受邀為他的首部電影《最後決戰》（Le Dernier Combat）（1983年）譜曲配樂。自此，塞拉便成為盧·貝松的「御用電影配樂師」，包辦他所有電影作品的配樂，唯一的例外是《天使A》（Angel-A）（2005年）、由恩雅亞·柏瑞克負責。

## 電影配樂作品
- 《最後決戰》（Le Dernier Combat）（1983年）
- 《地下鐵》（Subway）（1985年）
- 《碧海藍天》（The Big Blue）（1988年）
- 《霹靂煞》（1990年）
- 《亞特蘭提斯》（Atlantis）（1991年）
- 《終極追殺令》（1994年）
- 《007：黄金眼》（1995年）
- 《第五元素》（1997年）
- 《盧貝松之聖女貞德》（The Messenger: The Story of Joan of Arc）（1999年）
- 《L'Art (délicat) de la séduction 》（2001年）
- 《極速追殺令》（Wasabi）（2001年）
- 《緣來有轉機》（Jet Lag）（2002年）
- 《極速風暴》（Rollerball）（2002年）
- 《防彈武僧》（Bulletproof Monk）（2003年）
- 《神鬼二勢力》（Bandidas）（2006年）
- 《亞瑟的奇幻王國：毫髮人的冒險》（2006年）
- 《亞瑟的奇幻王國：馬塔殺的復仇》（Arthur and the Revenge of Maltazard）（2009年）
- 《神鬼驚奇：古生物復活》（2010年）
- 《亞瑟的奇幻王國3：跨界對決》（Arthur 3: The War of the Two Worlds）（2010年）
- 《以愛之名：翁山蘇姬》（2011年）
- 《露西》（Lucy）（2014年）
- 《潛龍突擊隊》（Renegades）（2017年）
- 《安娜》（Anna）（2019年）
- 《狗神》（Dogman）（2023年）

## 外部連結
- （英文）（法文）官方网站
- （英文）艾瑞克·塞拉在互联网电影资料库（IMDb）上的資料（英文）
- 艾瑞克·塞拉在豆瓣上的资料（简体中文）